# Случ (мини-футбольный клуб)
«Случ»  — украинская мини-футбольная команда из Ровно, участник чемпионата Украины по мини-футболу с 1993 по 2000 годы.
Первые шаги ровненской команды в мини-футболе состоялись в 1989 году: местная команда принимала участие в отборочных матчах турнира «Честь марки» на призы газеты «Комсомольская правда», проходивших в Запорожье, а затем выступала в финальном турнире в дагестанском Хасавюрте, представляя Ровненский домостроительный комбинат. В 1991 году команда также приняла участие в турнире, проходившем в Кишинёве и организованном компанией «Агроимпэкс».
Первый официальный матч «Случа» состоялся 31 марта 1993 года: ровненский клуб стартовал в розыгрыше кубка страны, сыграв в Славуте против местной команды. Осенью «Случ» стартовал в первой лиге чемпионата Украины и по итогам турнира занял первое место, получив право участия в высшей лиге.
В высшей лиге чемпионата страны «Случ» выступал с 1994 по 2000 годы. Наилучшими достижениями клуба стало четвёртое место (в 1995 и 1996 году), а также выход в полуфинал кубка Украины (1996, 1997). В 1994 году «Случ» также занимает второе место в первом розыгрыше международного турнира «Белая акация», проходившего в Одессе.
В 1997 году «Случ» завершает чемпионат на восьмом месте, годом позже — на девятом, в 1999 — на одиннадцатом. Весной 2000 года, заняв предпоследнее, тринадцатое место в чемпионате, «Случ» прекращает существование.